# Lista licencji uznawanych przez Free Software Foundation
Jest to lista licencji oprogramowania, które Free Software Foundation (FSF) uznała za zgodne ze swoją definicją Wolnego Oprogramowania (według FSF są to więc licencje Wolnego Oprogramowania) oraz innych licencji ocenionych przez FSF.
| Nazwa                                           | Wersje                            | Czy jest copyleft? | Zgodność z GPL | Używana przez                                       | Uwagi |
| ----------------------------------------------- | --------------------------------- | ------------------ | -------------- | --------------------------------------------------- | --- |
| Academic Free License                           | 1.1, 2.1                          | Nie                | Nie            |                                                     | |
| Affero General Public License                   | 1                                 | Tak                | Nie            |                                                     | Wersja 3 AGPL jest zgodna z GPL wersja 3. |
| GNU Affero General Public License               | 3                                 | Tak                | GPLv3          |                                                     | Zgodna jedynie z GPL 3. |
| Apache License                                  | 1.0, 1.1, 2.0                     | Nie                | GPLv3          | Serwer Apache                                       | Wersja 1.0 i 1.1 Apache License nie jest zgodna z GPL |
| Apple Public Source License                     | 2                                 | Nie                | Nie            | System operacyjny Darwin                            | |
| Arphic Public License                           |                                   |                    | Nie            |                                                     | |
| Artistic License                                | 2.0                               |                    | Tak            | Perl                                                | Według FSF jedynie wersja 2 Artistic License jest zgodna z GPL |
| Berkeley Database License                       |                                   |                    | Tak            | Berkeley DB                                         | Znana też jako Sleepycat Software Product License |
| Boost Software License                          |                                   | Nie                | Tak            |                                                     | |
| CeCILL                                          | 2                                 |                    | Tak            |                                                     | Zgodna z GPL od wersji 2 |
| Clarified Artistic License                      |                                   |                    | Tak            |                                                     | |
| Common Development and Distribution License     |                                   | Tak                | Nie            | OpenSolaris (Sun)                                   | |
| Common Public License                           | 1.0                               |                    | Nie            |                                                     | |
| Cryptix General License                         |                                   | Nie                | Tak            |                                                     | |
| EU DataGrid Software License                    |                                   | Nie                | Tak            |                                                     | |
| Eclipse Public License                          | 1.0                               |                    | Nie            |                                                     | |
| eCos license                                    | 2.0                               |                    | Tak            |                                                     | Zgodna z GPL od wersji 2 |
| Eiffel Forum License                            | 2                                 | Nie                | Tak            |                                                     | Zgodna z GPL od wersji 2 |
| Expat License                                   |                                   | Nie                | Tak            | Expat                                               | Znana też jako Licencja MIT |
| GNU General Public License                      | 1, 2, 3                           | Tak                | Tak            | GNU, jądro Linux, MySQL                             | |
| GNU Lesser General Public License               | 2, 2.1, 3                         | Tak                | Tak            | glibc oraz wiele innych bibliotek, motywów i ikonek | |
| IBM Public License                              | 1.0                               |                    | Nie            |                                                     | |
| Intel Open Source License (OSI)                 |                                   |                    | Tak            |                                                     | W postaci opublikowanej przez OSI |
| Interbase Public License                        | 1.0                               |                    | Nie            |                                                     | |
| Jabber Open Source License                      | 1.0                               |                    | Nie            |                                                     | Ta licencja została dobrowolnie uznana za przestarzałą w OSI |
| LaTeX Project Public License                    | 1.2, 1.3a                         |                    | Nie            | LaTeX                                               | |
| GNAT Modified General Public License            |                                   |                    | Tak            | GNAT runtime toolkit                                | |
| License of Netscape Javascript                  |                                   |                    | Tak            |                                                     | |
| Vim License                                     | 6.1 i późniejsze                  |                    | Tak            | Vim                                                 | |
| zlib license                                    |                                   |                    | Tak            | zlib                                                | Znana też jako libpng license. |
| License of the iMatix Standard Function Library |                                   |                    | Tak            |                                                     | |
| Licencja xinetd                                 |                                   | Tak                | Nie            | xinetd                                              | |
| Lucent Public License                           | 1.02                              |                    | Nie            | Plan 9                                              | Znana też jako Plan 9 License |
| Licencja MIT                                    |                                   | Nie                | Tak            | X.org                                               | Znana też jako Licencja X11 |
| Modified BSD license                            |                                   | Nie                | Tak            | FreeBSD i OpenBSD                                   | |
| Mozilla Public License (MPL)                    |                                   |                    | Nie            | Mozilla i Mozilla Firefox                           | |
| Netizen Open Source License                     | 1.0                               |                    | Nie            |                                                     | |
| Netscape Public License                         |                                   |                    | Nie            |                                                     | |
| Nokia Open Source License                       |                                   |                    | Nie            |                                                     | |
| Open Software License                           | 1.0                               | ?                  | Nie            |                                                     | |
| OpenLDAP License                                | 2.3, 2.7                          |                    | Tak            | OpenLDAP                                            | Zgodna z GPL od wersji 2.7 |
| OpenSSL license                                 |                                   |                    | Nie            | OpenSSL                                             | |
| Original BSD license                            |                                   | Nie                | Nie            | NetBSD                                              | |
| PHP License                                     | 3.0                               |                    | Nie            | PHP                                                 | |
| Phorum License                                  | 2.0                               |                    | Nie            |                                                     | |
| Public Domain                                   | -                                 | Nie                | Tak            | -                                                   | Public Domain nie jest właściwie licencją jako taką. Definicja tego, co należy do domeny publicznej, jest różna w różnych krajach, tak samo jak to, czy autor może dobrowolnie przekazać swoje dzieło do domeny publicznej. Jeśli dzieło należy do domeny publicznej, to nikt nie posiada praw autorskich do tego dzieła, i/lub (zwykle) każdy może go używać, modyfikować je, rozprowadzać lub wykorzystywać je w inny sposób w dowolnym celu. |
| CC0                                             | 1.0                               | Nie                | Tak            | -                                                   | CC0 nie jest właściwie licencją, ale zalecaną przez FSF formą przekazywania oprogramowania do domeny publicznej. |
| Python Software Foundation License              | 1.6a2, 1.6b1-2.0/2.1, 2.0.1/2.1.1 |                    | Tak            | Python                                              | Ta licencja zastępuje oryginalną Python License, która nie była zgodna z GPL |
| Q Public License (QPL)                          | 1.0                               | Nie                | Nie            | Qt                                                  | Była używana do Qt 3.0, w wersji 4.0 Qt zostało wydane na GPL w wersji 2. |
| Standard ML of New Jersey Copyright License     |                                   | Nie                | Tak            |                                                     | |
| Sun Industry Standards Source License           | 1.0                               |                    | Nie            |                                                     | Sun dobrowolnie uznał tę licencję za przestarzałą. |
| Sun Public License                              |                                   |                    | Nie            |                                                     | Licencja wygląda na porzuconą przez Suna na rzecz nowej licencji CDDL, która także wywodzi się z MPL |
| Condor Public License                           |                                   |                    | Nie            |                                                     | |
| Ruby License                                    |                                   |                    | Tak            | Ruby                                                | |
| Vita Nuova Liberal Source License               |                                   | Tak                | Nie            |                                                     | |
| W3C Software Notice and License                 |                                   |                    | Tak            | libwww                                              | |
| Licencja X11                                    |                                   | Nie                | Tak            | X.org                                               | To nazwa Licencji MIT preferowana przez FSF |
| XFree86 1.1 License                             | 1.1                               | Nie                | Nie            | XFree86                                             | XFree86 Project zaprzecza niezgodności z GPL. |
| Zend License                                    | 2.0                               | Nie                | Nie            | Fragmenty PHP                                       | |
| Zope Public License                             | 1, 2.0                            | Nie                | Tak            | Zope                                                | Zgodna z GPL od wersji 2.0 |